# 杜亞
杜亚（725年—798年），字次公，唐朝京兆府万年县（今陕西省西安市）人。
至德初年，唐肃宗在灵武，杜亚上书论当世之事，擢升为校书郎。唐代宗时，担任谏议大夫。元载死后，授为给事中。与宰相常衮不睦，出为江西观察使。唐德宗即位後，召还，不久出为陕虢观察兼转运使，转任河中晋绛等州防御观察使，因为刘晏遇害，被贬为睦州刺史。兴元初年，入朝为刑部侍郎，又拜扬州长史、淮南节度使。大治漕渠。杜亚自以为有宰相之才，多次担任外官，志向不达，政事多委副手，生活奢靡。贞元年间，罢归。晚年还贿赂宦官，谋求河南尹职。以检校吏部尚书、充东都留守。贞元十四年，去世后，谥号肃。

## 延伸阅读
[在维基数据编辑]
 《舊唐書·卷146》，出自刘昫《舊唐書》
 《新唐書·卷172》，出自《新唐書》